# Andrà tutto bene (Levante)
Andrà tutto bene è un singolo della cantautrice italiana Levante, pubblicato il 5 aprile 2019 come primo estratto dal quarto album in studio Magmamemoria.

## Video musicale
Il videoclip è stato pubblicato l'8 aprile 2019 sul canale YouTube della Warner Music Italy.

## Classifiche
| Classifica (2019) | Posizione massima |
| ----------------- | ----------------- |
| Italia            | 78                |